# Lenkom-Theater
Koordinaten: 55° 46′ 4,1″ N, 37° 36′ 24,1″ O

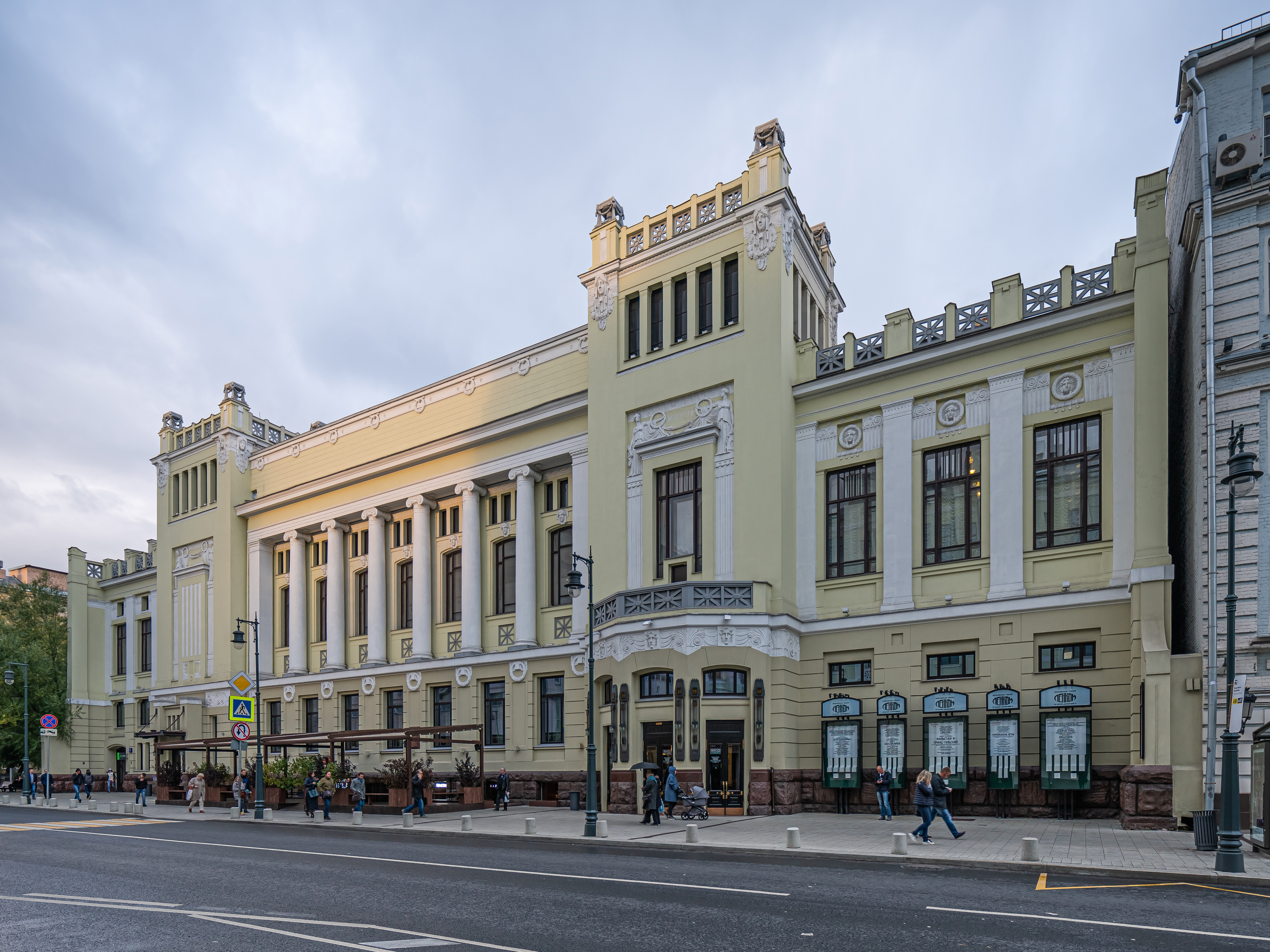
Lenkom-Theater

Das Moskauer Staatstheater Lenkom „Mark Sacharow“ (russisch Моско́вский госуда́рственный теа́тр „Ленком Марка Захарова“, abgekürzt Lenkom-Theater) ist ein sowjetisches bzw. russisches Schauspieltheater im Moskauer Stadtteil Twerskoi. 1948 wurde es mit dem Orden des Roten Banners der Arbeit und 1977 mit dem Orden der Oktoberrevolution ausgezeichnet. Seit 2014 ist es Objekt des kulturellen Erbes Russlands.
Das Lenkom-Theater wurde 1927 als Theater der arbeitenden Jugend (russisch Театр рабочей молодёжи, abgekürzt TRAM) gegründet, 1937 mit dem Simonow-Theater zusammengelegt und am 20. Februar 1938 in Moskauer Staatstheater des Leninschen Komsomol umbenannt; die Abkürzung Lenkom enthält die drei jeweils ersten Buchstaben des Leninschen Komsomol. Es wurde von 1973 bis 2019 von Mark Sacharow geleitet und nach seinem Tod im selben Jahr nach ihm benannt.

## Geschichte

### Errichtung als Klubhaus

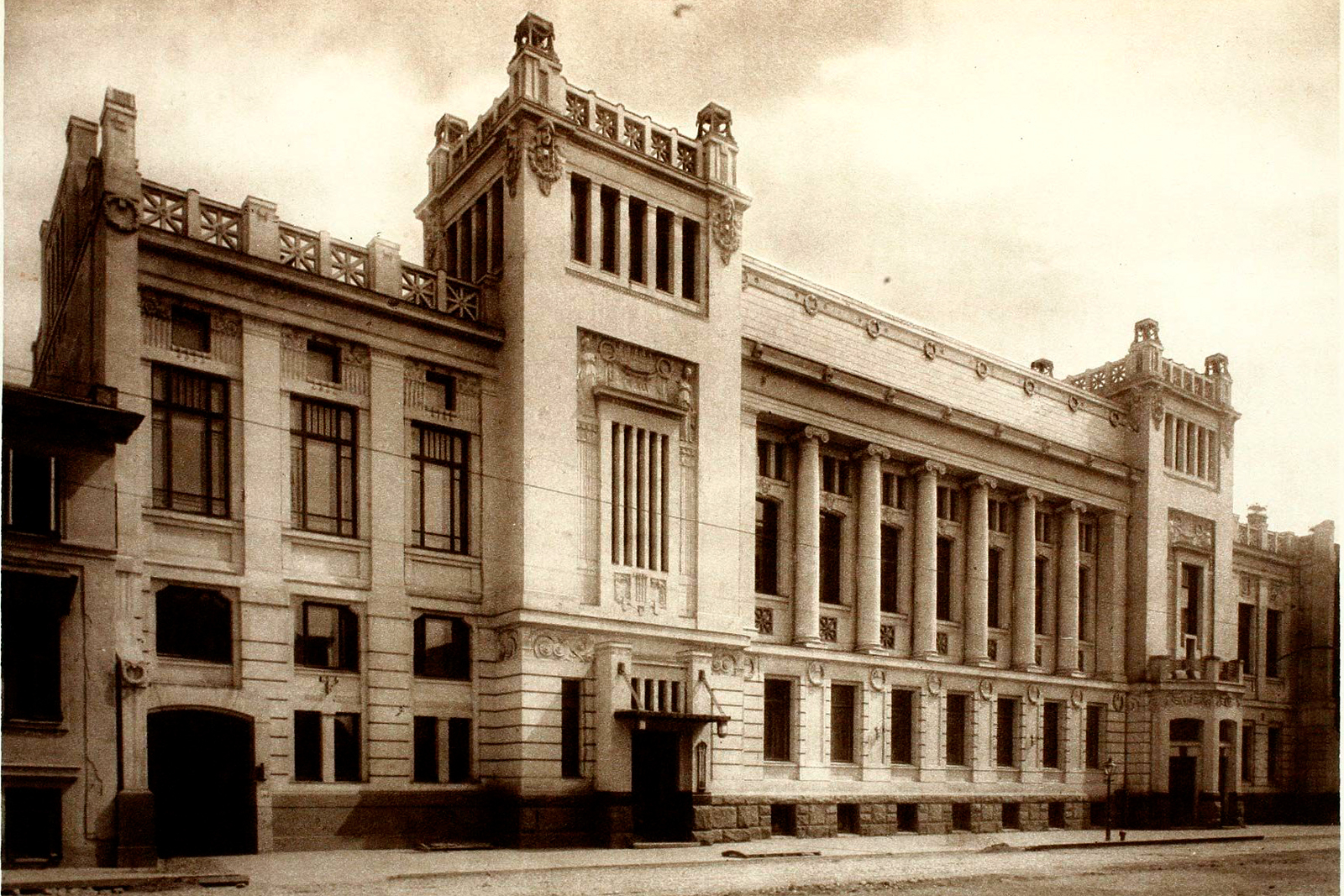
Fertiggestelltes Gebäude, 1909/10

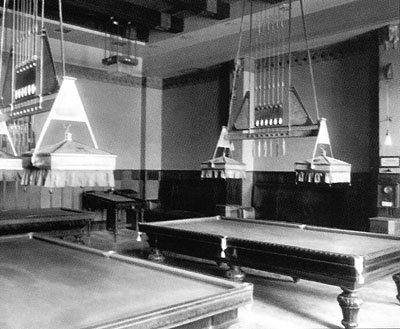
Nutzung als Klubhaus für Kaufleute, 107

Das Theatergebäude, das entlang der roten Linie der Malaja-Dmitrowka-Straße steht, wurde im Jahr 1909 nach einem Entwurf des Architekten Illarion Iwanow-Schitz und seines Assistenten Wjatscheslaw Oltarschewski für den Klub der Kaufleute, erbaut. In der Mitte zwischen den beiden Türmen erstreckt sich ein beeindruckender ionischer Säulengang. Die gesamte Fassade des Gebäudes ist im Jugendstil und frühen Neoklassizismus mit kunstvollen Stuckverzierungen geschmückt.
Bis zum Jahr 1917 war das Gebäude der Treffpunkt des Kaufmannsklubs für aristokratische Intellektuelle wie die Wolkonski, Dolgorukow, Obolenski, Trubezkoi und Apraksin. Hier fanden Theateraufführungen, Konzerte, musikalische und gesangliche Darbietungen sowie literarische Abende statt.
In den Jahren 1913 bis 1914 wurde dem Klub ein Anbau hinzugefügt, der nach einem Entwurf der Architekten Wladimir Adamowitsch und Wladimir Majat entstand.

### Erster Weltkrieg und Februarrevolution

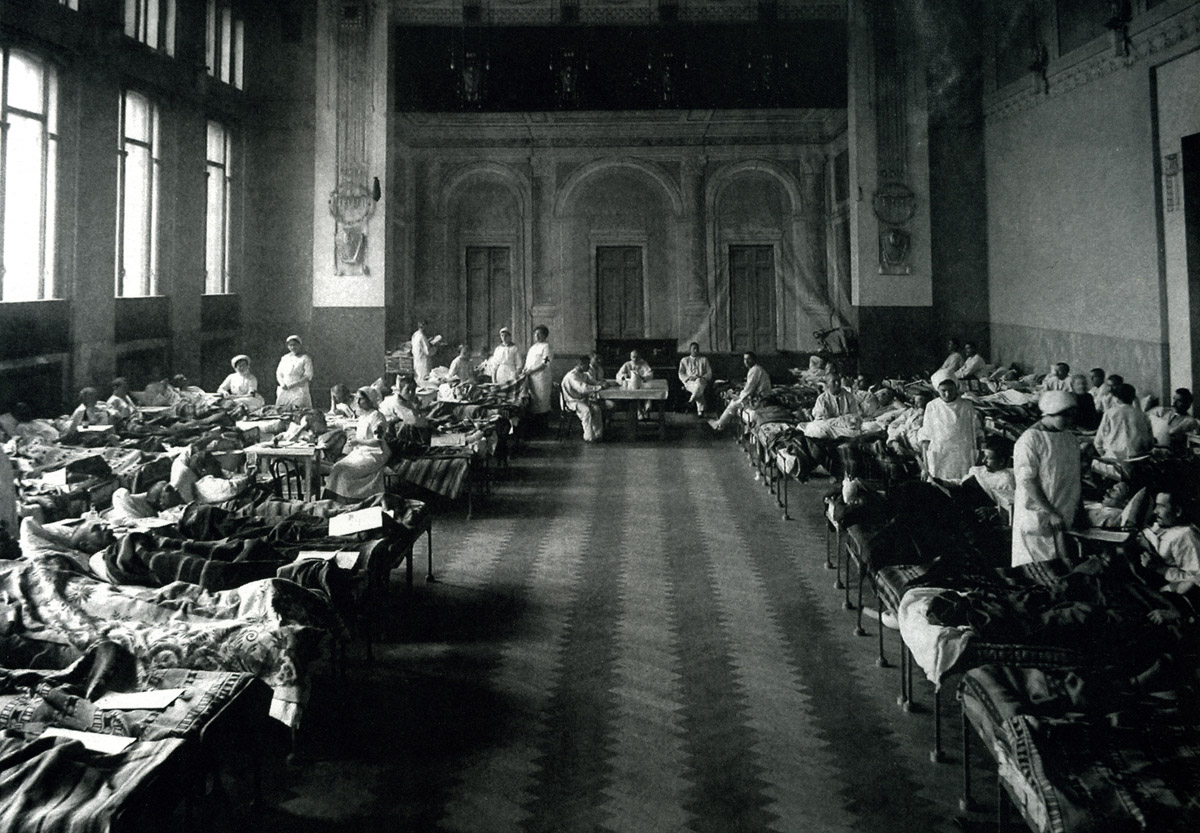
Umwidmung zum Krankenhaus, 1914

Während des Ersten Weltkriegs wurde im Klubhaus ein Krankenhaus mit 300 Betten eingerichtet und einige Räume wurden zu Operationssälen, Umkleideräumen und einer Notaufnahme umgebaut. Nach der Februarrevolution im Jahr 1917 wurden das Gebäude unter dem Namen Haus der Anarchie (russisch Дом анархии) besetzt und die Inneneinrichtung zerstört.
Anschließend wurde es von der Zentralschule für Sowjet- und Parteiarbeit (russisch Центральная школа партийной и советской работы) genutzt, die später in Kommunistische Swerdlow-Universität umbenannt wurde. Am 29. Oktober 1920 fand in der Universität der III. Kongress des Kommunistischen Jugendverbandes statt, auf dem Wladimir Lenin eine Rede hielt. Im Jahr 1923 wurde das Gebäude in ein Kino umgebaut.

### Nutzung als Theater
Auf Initiative des Moskauer Komsomol wurde 1927 das Theater der arbeitenden Jugend gegründet. Die offizielle Eröffnung fand am 1. Oktober 1927 statt. Das Theater nahm Teilnehmer aus den Fabrik- und Bezirkstheatern sowie das Team der Theaterwerkstatt des Moskauer Komsomol-Komitees auf. Anfangs kombinierten die Schauspieler ihre Arbeit in den Fabriken mit ihrer schauspielerischen Tätigkeit, wechselten aber bald vollständig zum Theater. Die erste Aufführung mit dem Titel Grünes Licht (russisch Зелёные огни) fand am 20. November 1928 in den ehemaligen Räumlichkeiten des Bauman-Kinos in der Spartakowskaja-Straße 26 statt. Von 1928 bis 1932 wurde das Theater von einem Arbeitsrat geleitet.
Im Oktober 1932 wurde das Gebäude des ehemaligen Moskauer Kaufmannsklubs dem Theater der arbeitenden Jugend übergeben. Die Theatergruppe wurde von Nikolai Batalow, Nikolai Gortschakow, Wiktor Stanizyn, Nikolai Chmeljow, Ilja Sudakow und Michail Bulgakow geleitet. Anfangs lag der Schwerpunkt ihrer Arbeit auf Plakat- und Agitationsaufführungen. Nach und nach begann das Theater jedoch auch Inszenierungen von Werken von Alexander Puschkin und Alexander Ostrowski aufzuführen.
Im Sommer 1934 unternahm das Theater der arbeitenden Jugend seine erste Tournee nach Leningrad, bei der Produktionen wie Mädchen unseres Landes (russisch Девушки нашей страны), Die wunderbare Legierung (russisch Чудесный сплав) und Fortsetzung folgt (russisch Продолжение следует) gezeigt wurden. Im Jahr 1935 erfolgte die Umbenennung des Theaters in Moskauer Staatstheater der arbeitenden Jugend und 1937 wurde es mit dem Simonow-Theater zusammengelegt. Ein Jahr später erhielt das Theater auf Beschluss des Zentralkomitees des Komsomol den Status eines professionellen Theaters und wurde in Moskauer Staatstheater des Leninschen Komsomol umbenannt. Unter der Leitung von Iwan Bersenjew wurden Stücke wie Der lebende Leichnam (russisch Живой труп) von Lew Tolstoi, Mein Sohn (russisch Мой сын) von Sándor Gergely und Osaf Litowski sowie Die Motte (russisch Моль) von Nikolai Pogodin inszeniert. Am 20. Februar 1938 wurde das Theatergebäude mit der Inschrift Московский театр имени Ленинского комсомола (deutsch Moskauer Theater des Leninschen Komsomol) versehen.
Nach dem Überfall auf die Sowjetunion im Zweiten Weltkrieg am 22. Juni 1941 wurde das Theater im Oktober 1941 nach Usbekistan evakuiert. Im Juli 1942 fanden Aufführungen in Taschkent statt und einen Monat später wurde das Theater nach Samarqand verlegt. Im Oktober desselben Jahres kehrte es wieder nach Taschkent zurück. Während der Evakuierung wurden über 400 Vorstellungen aufgeführt und 14 Theatermitarbeiter erhielten Ehrenurkunden vom Präsidium des Obersten Sowjets der Usbekischen SSR. Iwan Bersenjew wurde der Titel des Volkskünstlers der UdSSR verliehen, während Serafima Birman, Sofja Giazintowa, Wladimir Solowjow und Wladimir Kozinski als Verdienter Künstler der Usbekischen SSR ausgezeichnet wurden.

### Nachkriegszeit
Im Februar 1948 wurde das Theater mit dem Orden des Roten Banners der Arbeit ausgezeichnet.
Nach dem Tod von Iwan Bersenjew im Jahr 1951 hatte das Theater für 12 Jahre keinen festen Leiter. In dieser Zeit gingen die Zuschauerzahlen des Theaters zurück. Im Jahr 1963 wurde das Theater unter der Leitung von Anatoli Efros wiederbelebt. Er brachte neue Schauspieler ins Ensemble, darunter Alexander Schirwindt, Michail Derschawin, Alexander Sbrujew, Walentin Gaft, Wsewolod Larionow, Lew Durow und Olga Jakowlewa.
Im Jahr 1973 übernahm Rafik Ekimjan die Leitung des Theaters und holte die Schauspieler Jewgeni Leonow, Wera Orlowa und Mark Sacharow ins Ensemble, wobei letzterer zum Chefregisseur vom Lenkom ernannt wurde.
Mark Sacharow inszenierte 1974 seine erste große Produktion, Till Eulenspiegel, mit einer prominenten Besetzung, darunter Inna Tschurikowa, Nikolai Karatschenzow, Jelena Schanina, Jelena Fadejewa und Wsewolod Larionow. Später erweiterte das Theater unter ihm sein Repertoire mit Aufführungen wie Der Stern und der Tod des Joaquín Murrieta (russisch Звезда и смерть Хоакина Мурьеты) von Alexei Rybnikow und Pawel Gruschko sowie Juno and Avos (russisch Юнона и Авось) von Andrei Wosnessenski. Mark Sacharow arbeitete auch eng mit den Dichtern Juli Kim und Juri Entin sowie dem Dramatiker Grigori Gorin zusammen.
1977 wurde das Theater für seine Verdienste um die Entwicklung der sowjetischen Theaterkunst mit dem Orden der Oktoberrevolution ausgezeichnet.

### Gegenwart

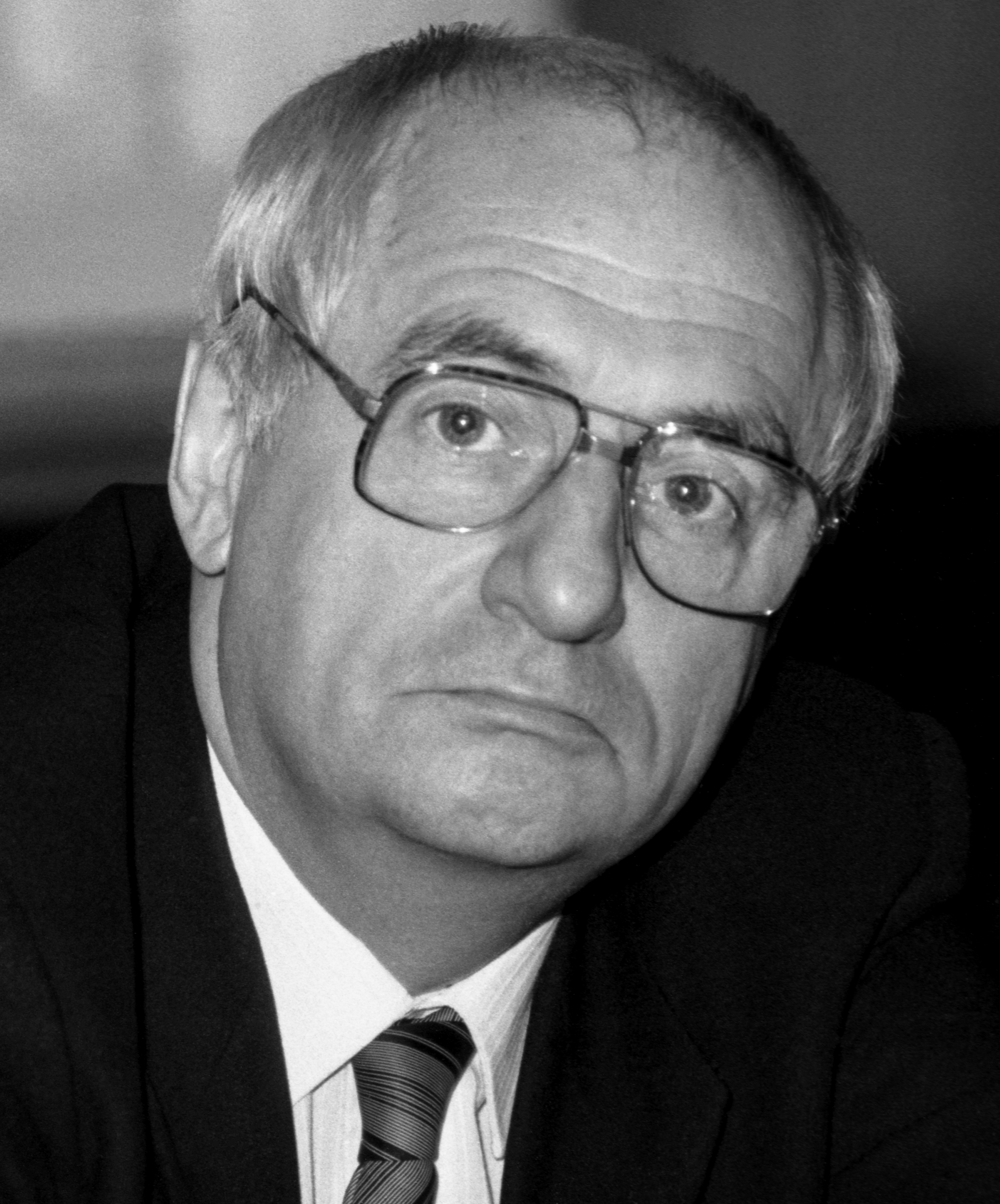
Mark Sacharow, 1992

1990 erfolgte durch einen Beschluss der Hauptdirektion für Kultur des Exekutivkomitees des Moskauer Stadtsowjets die Umbenennung des Theaters in Staatliches Lenkom-Theater Moskau. 1992 wurde Mark Warschawer zum Direktor ernannt. Am 22. August 1997 erhielt das Lenkom-Theater ein Anerkennungsschreiben des Präsidenten der Russischen Föderation Boris Jelzin für seinen bedeutenden Beitrag zur zeitgenössischen Theaterkunst.
Im Jahr 2007 wurden die Schauspieler des Lenkom-Theaters vom russischen Präsidenten Wladimir Wladimirowitsch Putin ausgezeichnet: Oleg Jankowski erhielt den Verdienstorden für das Vaterland und Alexandra Sacharowa und Dmitri Pewzow erhielten den Orden der Ehre. Willor Kusnezow wurde der Titel Verdienter Künstler der Russischen Föderation und Marina Schikina, Leiterin der Kostümabteilung, der Titel Verdiente Kulturschaffende der Russischen Föderation verliehen. Am 17. Oktober 2007 wurde das Lenkom-Theater von der Moskauer Stadtduma mit einer Verdiensturkunde für Verdienste um die Stadtgemeinschaft ausgezeichnet.
Im Jahr 2016 präsentierte das Theater eine Reihe von Premieren. Dazu gehörten Seltsame Menschen, diese Erwachsenen (russisch Странный народ эти взрослые), basierend auf der Geschichte Der kleine Prinz von Antoine de Saint-Exupéry, Der Tag des Opritschniks (russisch День опричника) und Telluria (russisch Теллурия) von Wladimir Sorokin sowie Walpurgisnacht auf Basis des gleichnamigen Romans von Gustav Meyrink.

## Auszeichnungen
- 1948: Orden des Roten Banners der Arbeit
- 1977: Orden der Oktoberrevolution
- 1997: Anerkennungsschreiben des russischen Präsidenten Boris Jelzin
- 2007: Verdiensturkunde der Moskauer Stadtduma
- 2014: Objekt des kulturellen Erbes Russlands[2]